# Naraŭljanski rajon
Naraŭljanski rajon (vitryska: Нараўлянскі раён, ryska: Наровлянский район) är ett distrikt i Belarus.   Det ligger i voblasten Homels voblast, i den sydöstra delen av landet, 280 km söder om huvudstaden Minsk.